# Kathy Kreiner
Kathy Kreiner (* 4. Mai 1957 in Timmins, Ontario) ist eine ehemalige kanadische Skirennläuferin.

## Biografie
Die Schwester der Riesenslalom-Olympiavierten von Sapporo Laurie Kreiner gewann bei den Olympischen Winterspielen 1976 in Innsbruck die Goldmedaille im Riesenslalom und verhinderte damit den totalen Triumph von Rosi Mittermaier, die in diesem Rennen den zweiten Platz belegte. Im Skiweltcup konnte Kreiner einen Riesenslalom gewinnen, am 6. Januar 1974 in Pfronten.
Schon im Alter von 14 Jahren wurde Kathy Kreiner mit Start-Nr. 37 Sechste bei der Weltcup-Abfahrt am 18. Januar 1972 in Grindelwald, nahm an den Olympischen Winterspielen 1972 teil und war Mitglied der kanadischen Nationalmannschaft. In den Jahren 1973 bis 1977 zählte sie zu den Top-Riesenslalomläuferinnen. Nach den eher enttäuschenden Saisonen 1979/80 verließ sie das Nationalteam, engagierte einen eigenen Trainer und landete in der ersten Weltcup-Abfahrt 1980/81 gleich auf Rang 2. Im Frühjahr 1981 beendete sie ihre Karriere. Kreiner war bei Weltcuprennen insgesamt 45-mal in den Top Ten, darunter 7-mal auf Podestplätzen.

## Erfolge

### Olympische Spiele
- 1. Platz und Goldmedaille, 1976 Innsbruck, Riesenslalom
- 5. Platz, 1980 Lake Placid, Abfahrt
- 9. Platz, 1980 Lake Placid, Riesenslalom

### Weltmeisterschaften
- 7. Platz, WM 1974 in St Moritz, Abfahrt
- 1. Platz und Goldmedaille, WM 1976 in Innsbruck, Riesenslalom
- 4. Platz, WM 1978 in Garmisch-Partenkirchen, Kombination
- 5. Platz, WM 1980 in Lake Placid, Abfahrt
- 9. Platz, WM 1980 in Lake Placid, Riesenslalom
- 4. Platz, WM 1980 in Lake Placid, Kombination

### Podestplätze im Weltcup
- 1973: 3. Platz, Riesenslalom Anchorage (USA)
- 1974: 1. Platz, Riesenslalom Pfronten (GER)
- 1975: 3. Platz, Riesenslalom Garibaldi (CAN)
- 1976: 3. Platz, Riesenslalom Mont St.Anne (CAN)
- 1977: 2. Platz, Riesenslalom Arosa (SUI)
- 1977: 2. Platz, Riesenslalom Sun Valley (USA)
- 1981: 2. Platz, Abfahrt Val d’Isere (FRA)

### Sonstiges
Kreiner errang zwölf kanadische Meistertitel (Abfahrt 1975 und 1978; Riesenslalom 1974, 1976, 1977 und 1978; Slalom 1975, 1977 und 1979; Kombination 1974, 1976 und 1978).